# Ceffonds
Ceffonds est une commune française située dans le département de la Haute-Marne, en région Grand Est.

## Géographie

### Localisation

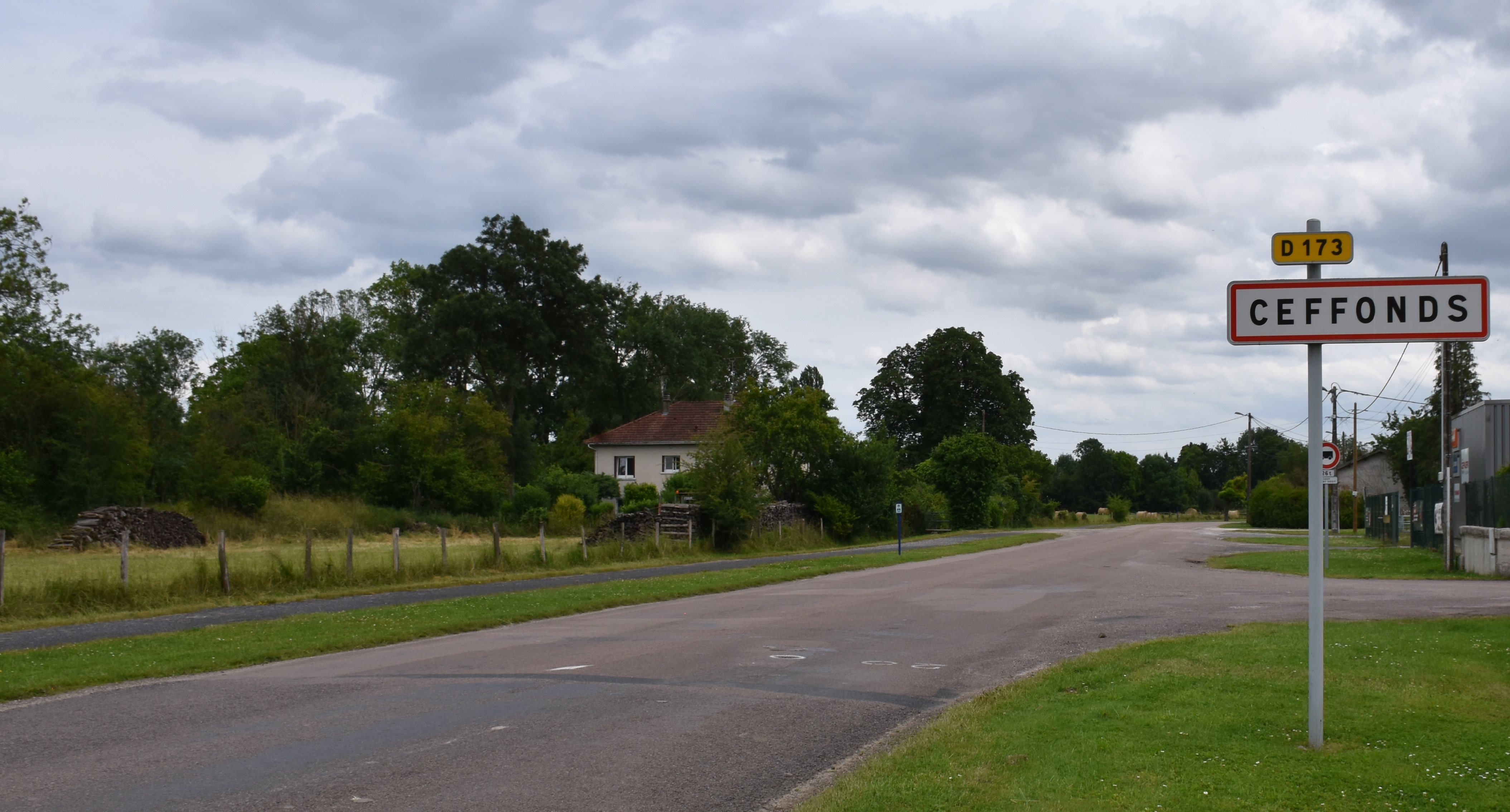
Une entrée de la commune.

Ceffonds est située dans le pays du Der, région humide et boisée, située entre les vallées de la Marne et de l'Aube.

### Hydrographie
La commune est dans la région hydrographique « la Seine de sa source au confluent de l'Oise (exclu) » au sein du bassin Seine-Normandie. Elle est drainée par la Voire, la Laines, le Ceffondet, le cours d'eau 01 de la Côtelle, le Fossé 01 des Incourts, la Fosse la Noue, divers bras de la Noue, divers bras de la Voire, divers bras du Céffondet, le Fossé 01 de la commune de Ceffonds, le Fossé 01 de la Côtelette, le Fossé 01 de la Galoche, le Fossé 01 de la Grève, le Fossé 01 de la Tartelotte, le Fossé 01 de la Voie de Trochet, le Fossé 01 des Martelières, le Fossé 01 du Voyeu du Tertre, le Fossé 02 de la commune de Ceffonds, le Fossé 02 des Martelières, la Rigole, le ruisseau des Assurees et divers autres petits cours d'eau,.
La Voire, d'une longueur de 56 km, prend sa source dans la commune de Dommartin-le-Franc et se jette  dans l'Aube à Molins-sur-Aube, après avoir traversé 21 communes.
La Laines, d'une longueur de 28 km, prend sa source dans la commune de Ville-sur-Terre et se jette  dans la Voire à Lentilles, après avoir traversé sept communes.
Le Ceffondet, d'une longueur de 29 km, prend sa source dans la commune de Beurville et se jette  dans la Barse à La Porte du Der, après avoir traversé neuf communes.

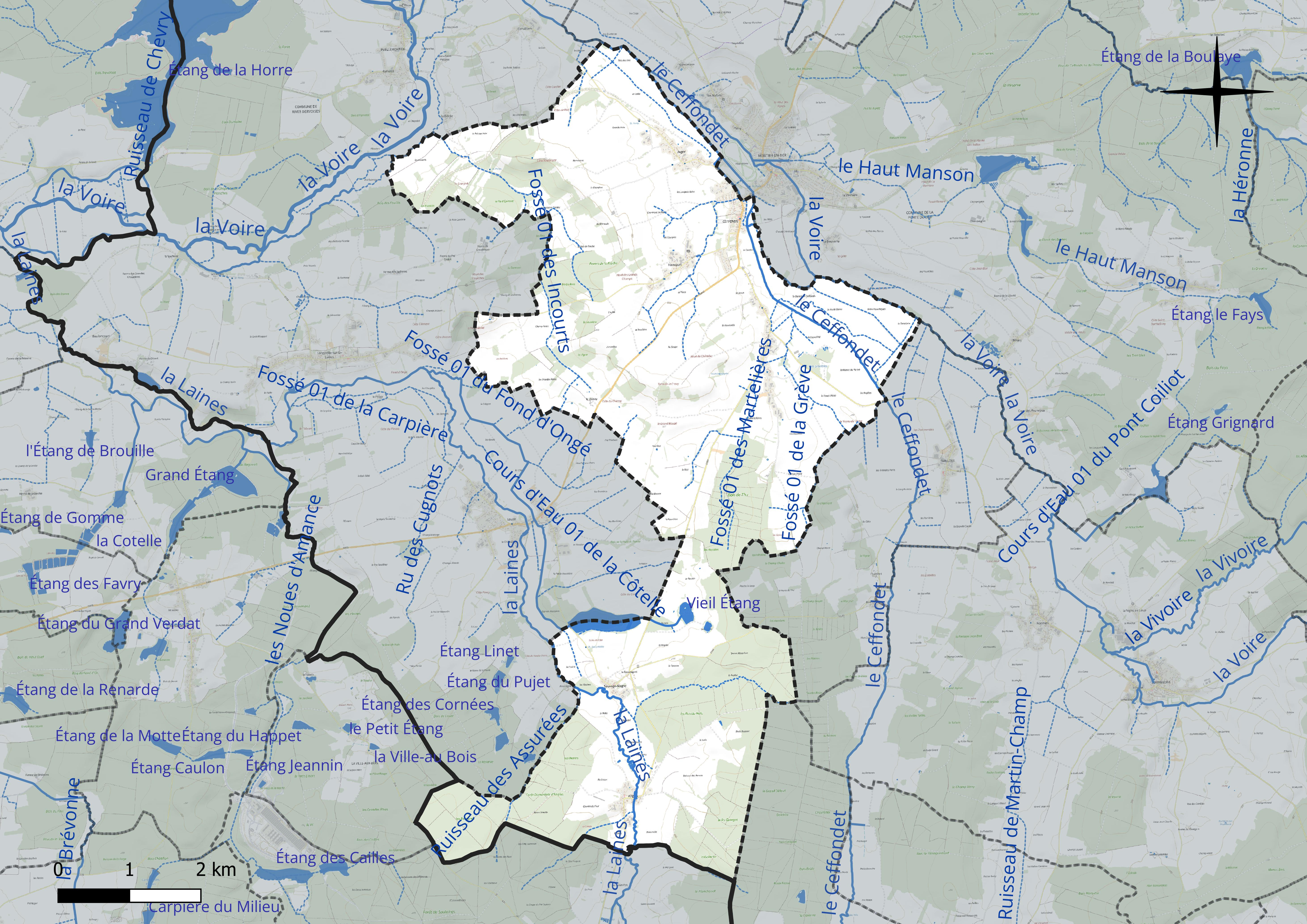
Réseau hydrographique de Ceffonds.

Deux plans d'eau complètent le réseau hydrographique : l'étang de Blanche Terre, d'une superficie totale de 24 ha (12,3 ha sur la commune) et Vieil étang (4,4 ha),.

### Climat
Pour des articles plus généraux, voir Climat du Grand Est et Climat de la Haute-Marne.
En 2010, le climat de la commune est de type climat océanique dégradé des plaines du Centre et du Nord, selon une étude du Centre national de la recherche scientifique s'appuyant sur une série de données couvrant la période 1971-2000. En 2020, Météo-France publie une typologie des climats de la France métropolitaine dans laquelle la commune est exposée à un climat océanique altéré et est dans la région climatique Lorraine, plateau de Langres, Morvan, caractérisée par un hiver rude (1,5 °C), des vents modérés et des brouillards fréquents en automne et hiver.
Pour la période 1971-2000, la température annuelle moyenne est de 10,5 °C, avec une amplitude thermique annuelle de 15,9 °C. Le cumul annuel moyen de précipitations est de 832 mm, avec 11,6 jours de précipitations en janvier et 8,7 jours en juillet. Pour la période 1991-2020, la température moyenne annuelle observée sur la station météorologique de Météo-France la plus proche, « Soulaines », sur la commune de Soulaines-Dhuys à 11 km à vol d'oiseau, est de 11,2 °C et le cumul annuel moyen de précipitations est de 776,4 mm. 
La température maximale relevée sur cette station est de 41,9 °C, atteinte le 25 juillet 2019 ; la température minimale est de −19,1 °C, atteinte le 2 janvier 1997,,.
Les paramètres climatiques de la commune ont été estimés pour le milieu du siècle (2041-2070) selon différents scénarios d'émission de gaz à effet de serre à partir des nouvelles projections climatiques de référence DRIAS-2020. Ils sont consultables sur un site dédié publié par Météo-France en novembre 2022.

## Urbanisme

### Typologie
Au 1er janvier 2024, Ceffonds est catégorisée commune rurale à habitat dispersé, selon la nouvelle grille communale de densité à sept niveaux définie par l'Insee en 2022.
Elle appartient à l'unité urbaine de La Porte du Der, une agglomération intra-départementale regroupant deux  communes, dont elle est une commune de la banlieue,,. La commune est en outre hors attraction des villes,.

### Occupation des sols
L'occupation des sols de la commune, telle qu'elle ressort de la base de données européenne d’occupation biophysique des sols Corine Land Cover (CLC), est marquée par l'importance des territoires agricoles (68,5 % en 2018), en diminution par rapport à 1990 (69,7 %). La répartition détaillée en 2018 est la suivante : 
terres arables (38,1 %), forêts (27 %), prairies (24,2 %), zones agricoles hétérogènes (6,3 %), zones urbanisées (3 %), milieux à végétation arbustive et/ou herbacée (1 %), eaux continentales (0,4 %). L'évolution de l’occupation des sols de la commune et de ses infrastructures peut être observée sur les différentes représentations cartographiques du territoire : la carte de Cassini (XVIIIe siècle), la carte d'état-major (1820-1866) et les cartes ou photos aériennes de l'IGN pour la période actuelle (1950 à aujourd'hui).

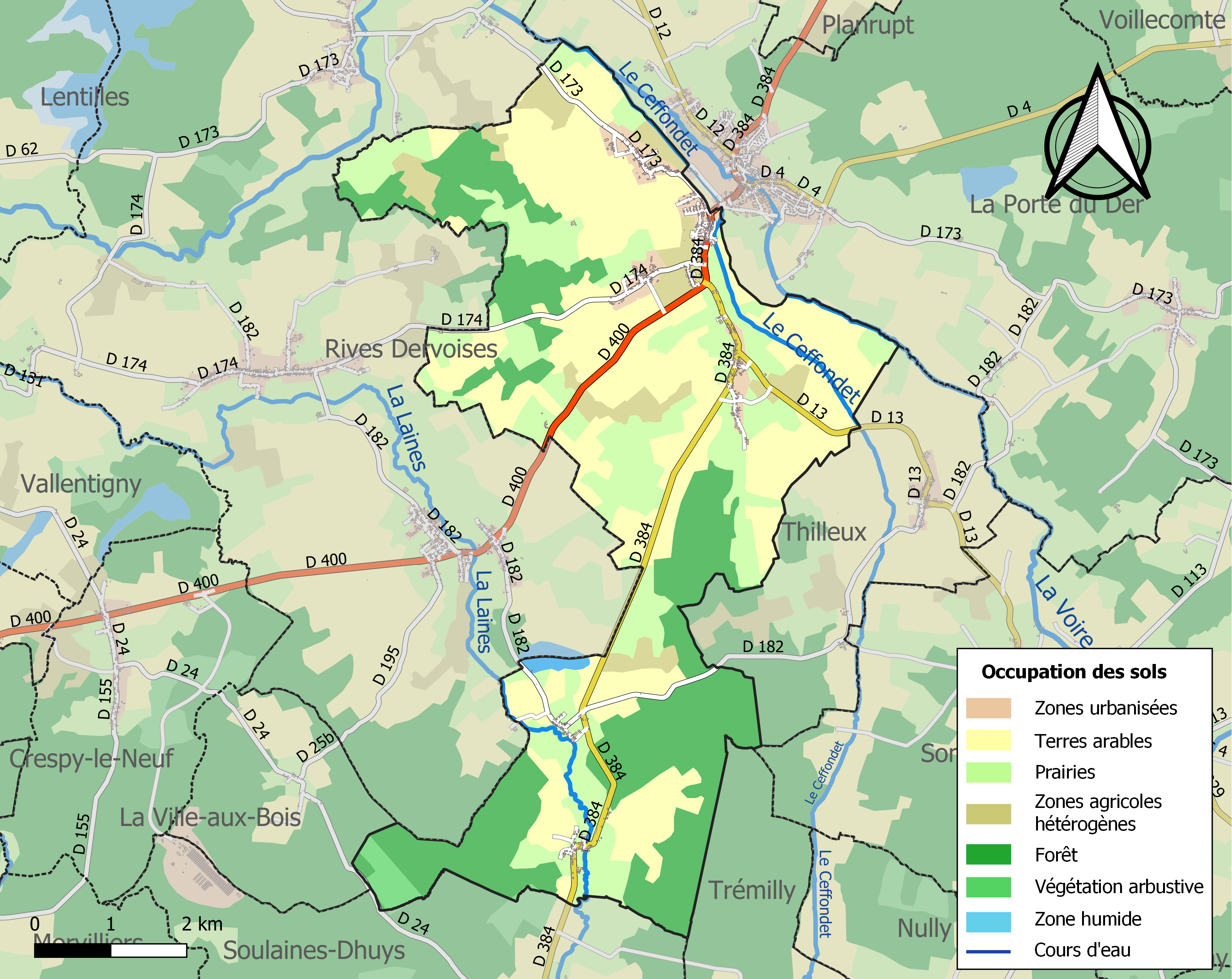
Carte des infrastructures et de l'occupation des sols de la commune en 2018 (CLC).

## Toponymie
Le nom de la localité est attesté sous les formes « Altare in honore sancti Remigii sacratum, de capella que est sita in pago Pertensi, juxta fluvium Vi… » (1012) ; Figidus FOns (1027) ; Altare Sancti Remigii Sigifontis (1114) ; Ecclesia Sancti Remigii de Sumfonz (1117) ; Sumfunz (1120) ; Sigisfons (1183) ; Sefunz (XIIe) ; Sefons (1222-1243) ; Seffonz (1249-1252) ; Sigiffons (1407) ; Ceffons (1539) ; Ceffon (1700) ; Ceffond (1725) ; Sefonds ou Ceffonds (1784).

Ceffonds prit le nom du lieu Fons pour « fontaine » en bas latin.

A en juger par la forme Sumfonz de  1117, l'étymologie serait Summusfons , « la plus haute source ».
Le nom de Ceffonds aurait son origine à Beurville ou il subsistait un puits appelé « puits de Ceffonds (Fontaine de Ceffonds) », c’est la source de la rivière Le Ceffondet ou Le Ceffondez, (Le Sefondet au XVIIIe siècle). Ceffonds est situé sur le Ceffondet.

## Histoire
Le village de Ceffonds dépendait du bailliage de Chaumont. Il était rattaché au diocèse de Troyes. Il est le résultat en 1972 de la fusion des anciens villages de Anglus, Ceffonds et Sauvage-Magny.
Jacques d'Arc, père de Jeanne d'Arc serait originaire de Ceffonds.
L'église, édifiée au XIIe siècle, est modifiée au début du XVe siècle.

## Politique et administration

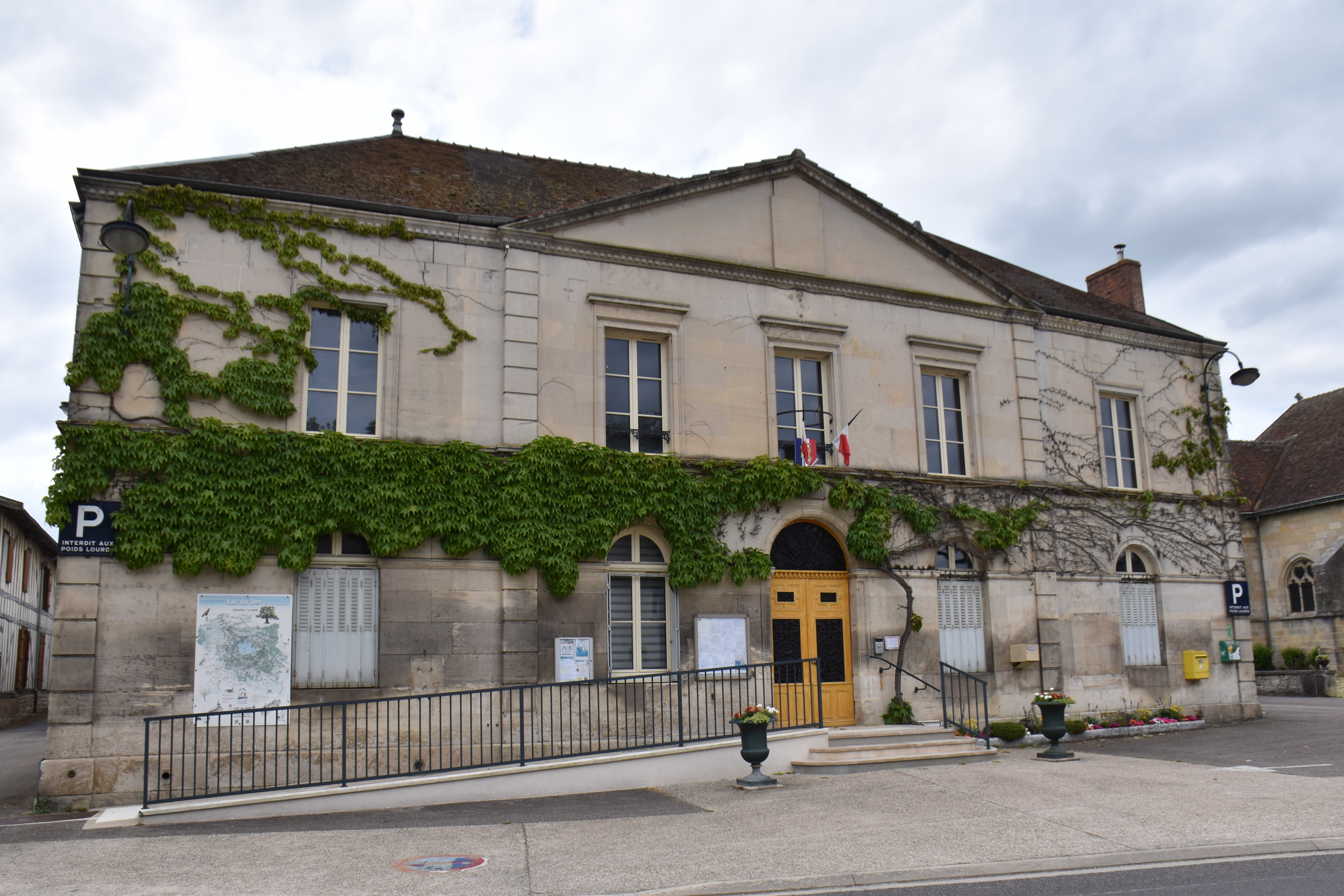
La mairie.

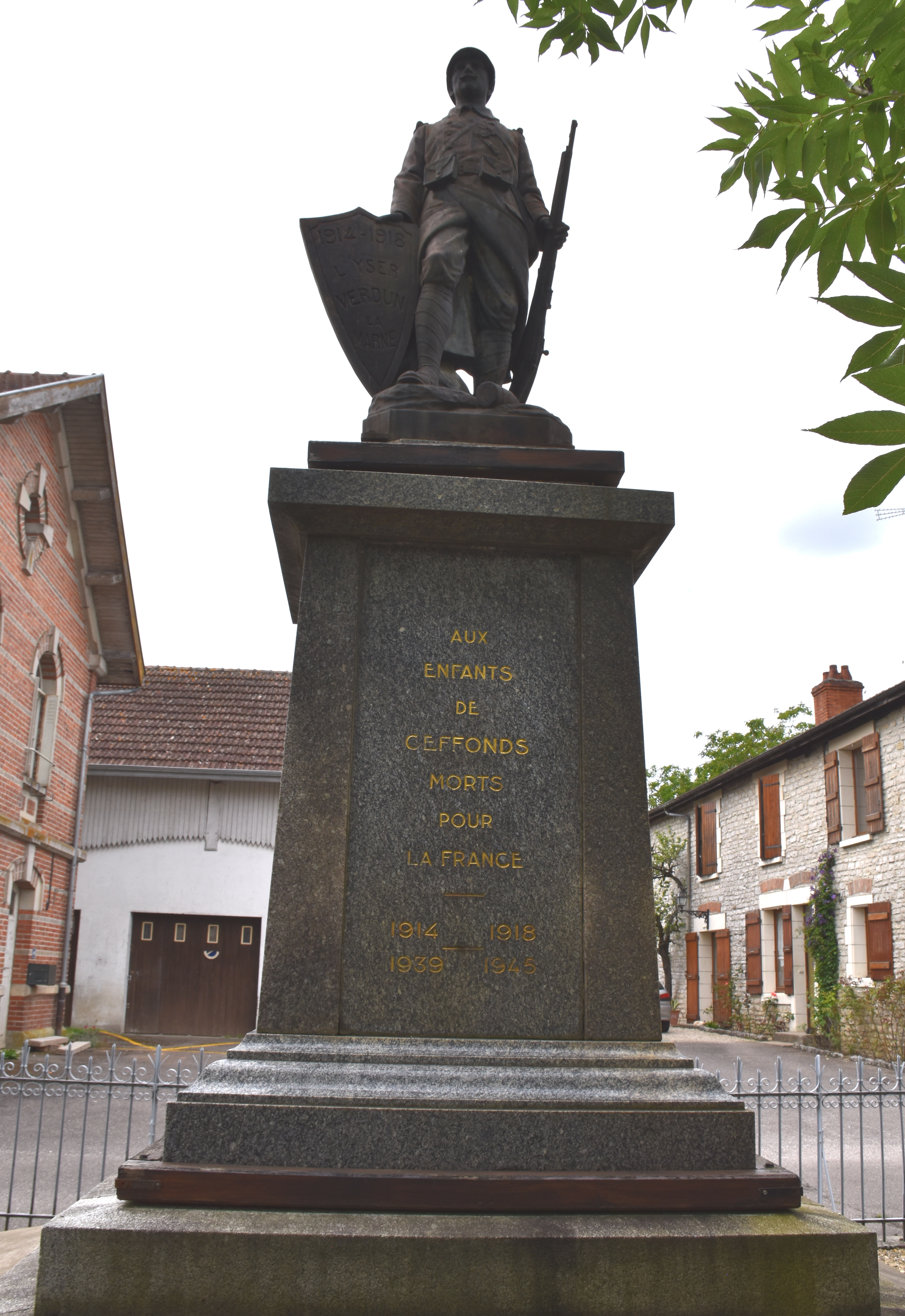
Le monument aux morts.

Ceffonds - Monument aux morts.jpg

### Liste des maires
| Période                                  | Période   | Identité           | Étiquette | Qualité |
| ---------------------------------------- | --------- | ------------------ | --------- | ------- |
| Les données manquantes sont à compléter. |           |                    |           |         |
| mars 2001                                | mars 2008 | Serge Perny        |           |         |
| mars 2008                                | mars 2014 | Claudette Jacquier |           |         |
| mars 2014                                | En cours  | Éric Krezel        |           |         |

## Population et société

### Démographie
L'évolution du nombre d'habitants est connue à travers les recensements de la population effectués dans la commune depuis 1793. Pour les communes de moins de 10 000 habitants, une enquête de recensement portant sur toute la population est réalisée tous les cinq ans, les populations de référence des années intermédiaires étant quant à elles estimées par interpolation ou extrapolation. Pour la commune, le premier recensement exhaustif entrant dans le cadre du nouveau dispositif a été réalisé en 2005.

En 2022, la commune comptait 658 habitants, en évolution de +3,13 % par rapport à 2016 (Haute-Marne : −4,62 %, France hors Mayotte : +2,11 %).
| 1793 | 1800 | 1806 | 1821 | 1831 | 1836 | 1841 | 1846 | 1851 |
| ---- | ---- | ---- | ---- | ---- | ---- | ---- | ---- | ---- |
| 762  | 816  | 860  | 855  | 760  | 828  | 832  | 852  | 858  |

| 1856 | 1861 | 1866 | 1872 | 1876 | 1881 | 1886 | 1891 | 1896 |
| ---- | ---- | ---- | ---- | ---- | ---- | ---- | ---- | ---- |
| 741  | 765  | 722  | 769  | 770  | 743  | 723  | 726  | 686  |

| 1901 | 1906 | 1911 | 1921 | 1926 | 1931 | 1936 | 1946 | 1954 |
| ---- | ---- | ---- | ---- | ---- | ---- | ---- | ---- | ---- |
| 640  | 663  | 653  | 579  | 626  | 591  | 536  | 557  | 582  |

| 1962 | 1968 | 1975 | 1982 | 1990 | 1999 | 2005 | 2006 | 2010 |
| ---- | ---- | ---- | ---- | ---- | ---- | ---- | ---- | ---- |
| 571  | 546  | 618  | 619  | 608  | 586  | 568  | 576  | 636  |

| 2015 | 2020 | 2022 | - | - | - | - | - | - |
| ---- | ---- | ---- | - | - | - | - | - | - |
| 632  | 650  | 658  | - | - | - | - | - | - |

## Culture locale et patrimoine

### Lieux et monuments

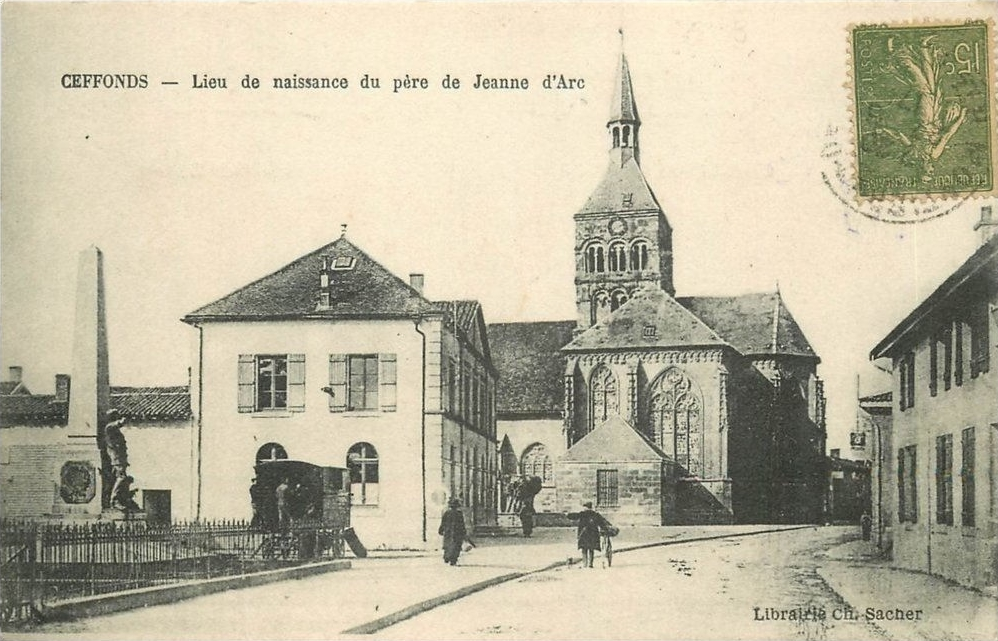
Vue du village vers 1925.

- Église Saint-Remi[29] (classée monument historique[30],[31]).

De l'église du XIIe siècle de style art roman, il subsiste la tour-clocher située à la croisée du transept et l'un des deux vaisseaux du transept.
Le bâtiment autour a été construit dans le style gothique flamboyant dans les années 1510. Le style de la première Renaissance apparaît près de la façade. Son portail porte la date de 1562. Les croisées des voûtes sont datées de 1635, 1669 et 1741.
La nef trapue, dont la construction était traditionnellement financée par la communauté villageoise, est sur le plan architectural relativement rustique, tandis que le chœur commandité par les abbés du bourg voisin de Montier-en-Der est d'une grande qualité avec son abside à cinq pans.
L'église possède un remarquable ensemble de vitraux du premier tiers XVIe siècle de l'école de Troyes qui datent de la reconstruction de l'église. L'église possède également quelques panneaux du XVe siècle,
- Maison de Jacques d'Arc, « arpenteur des bois et forêts pour le roi » au « département de France » en 1436, grand-père de Jehanne d'Arc. C'est dans cette maison qu'était né Jacques d'Arc, son père.

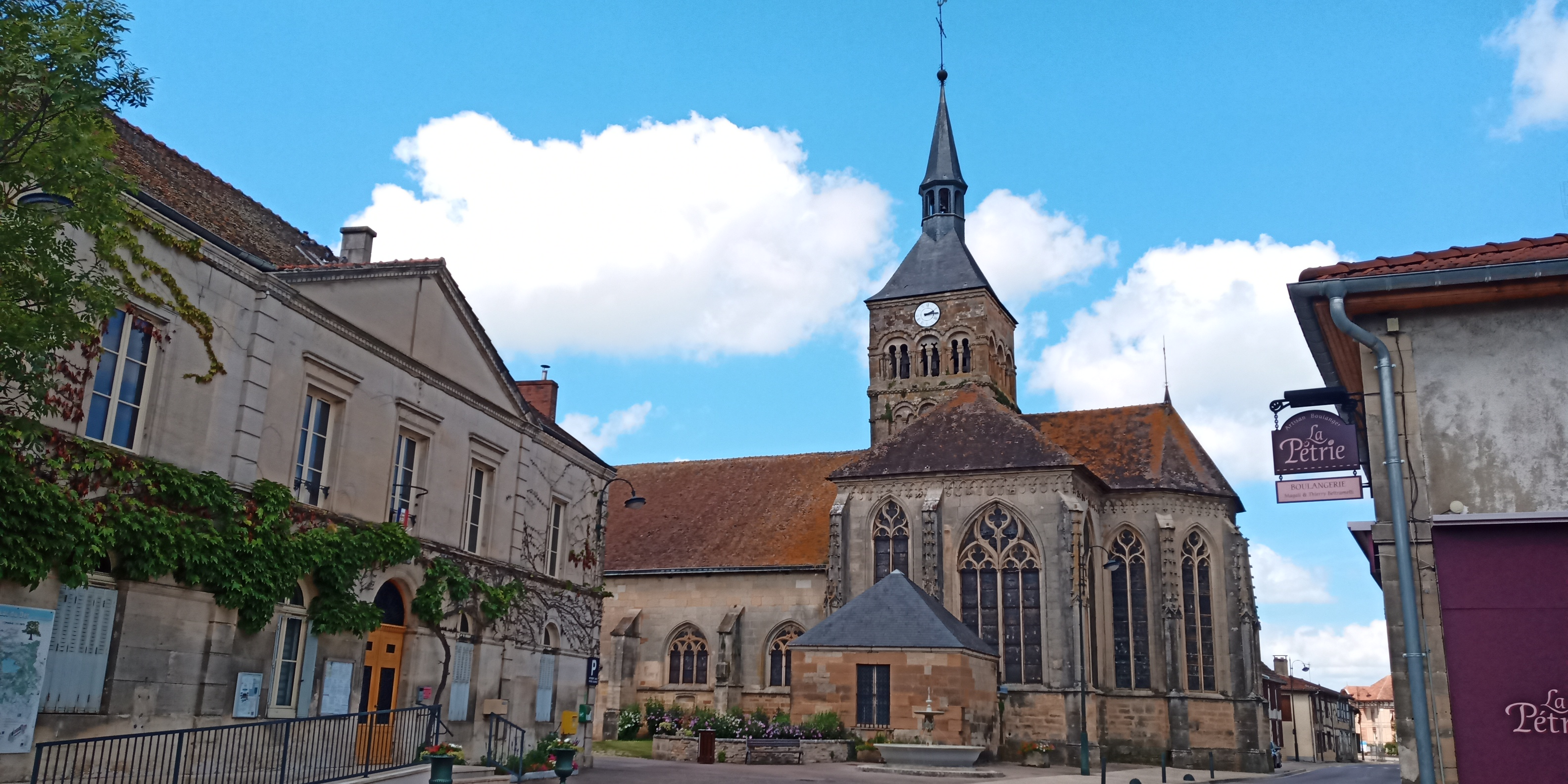
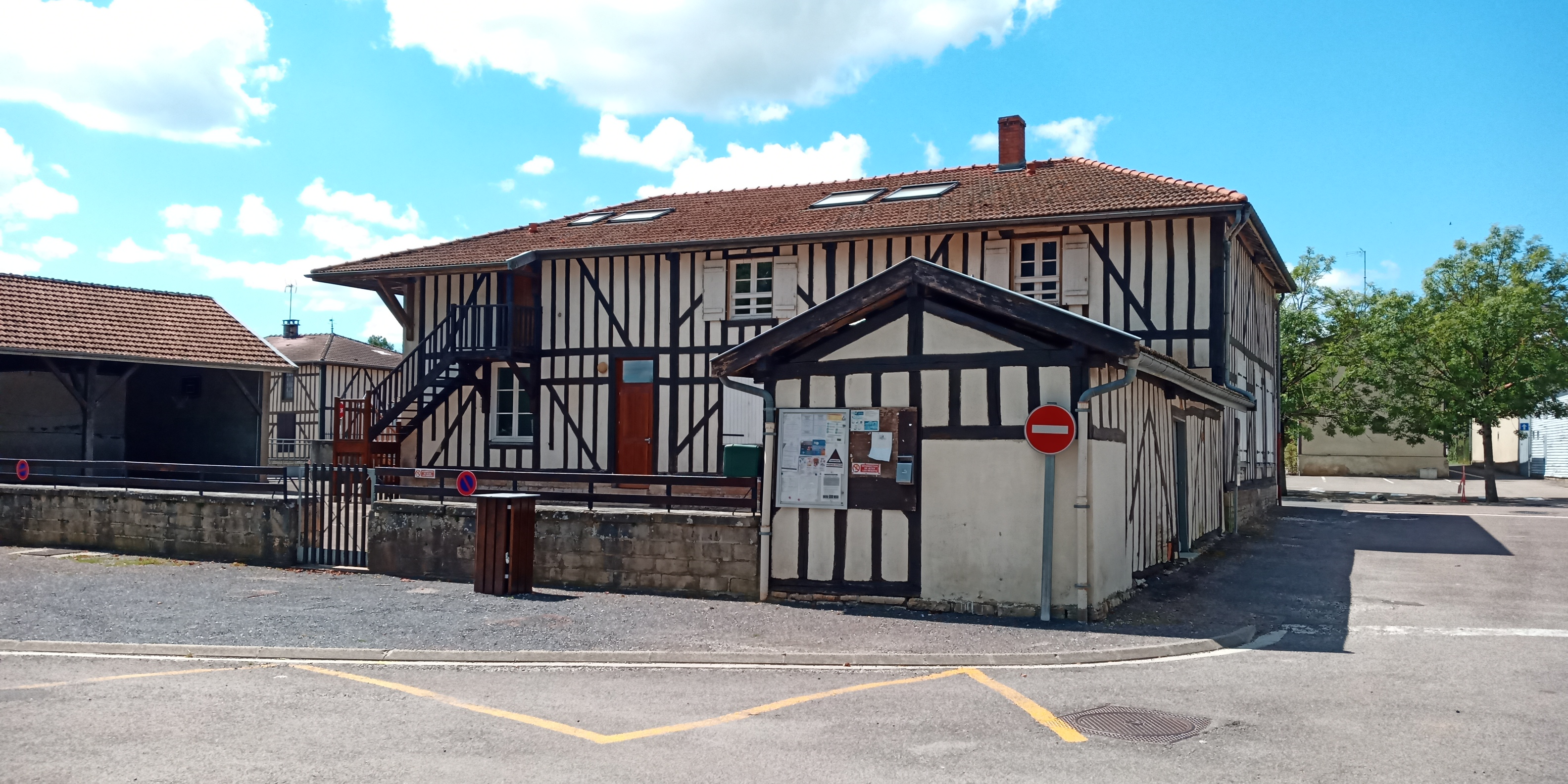
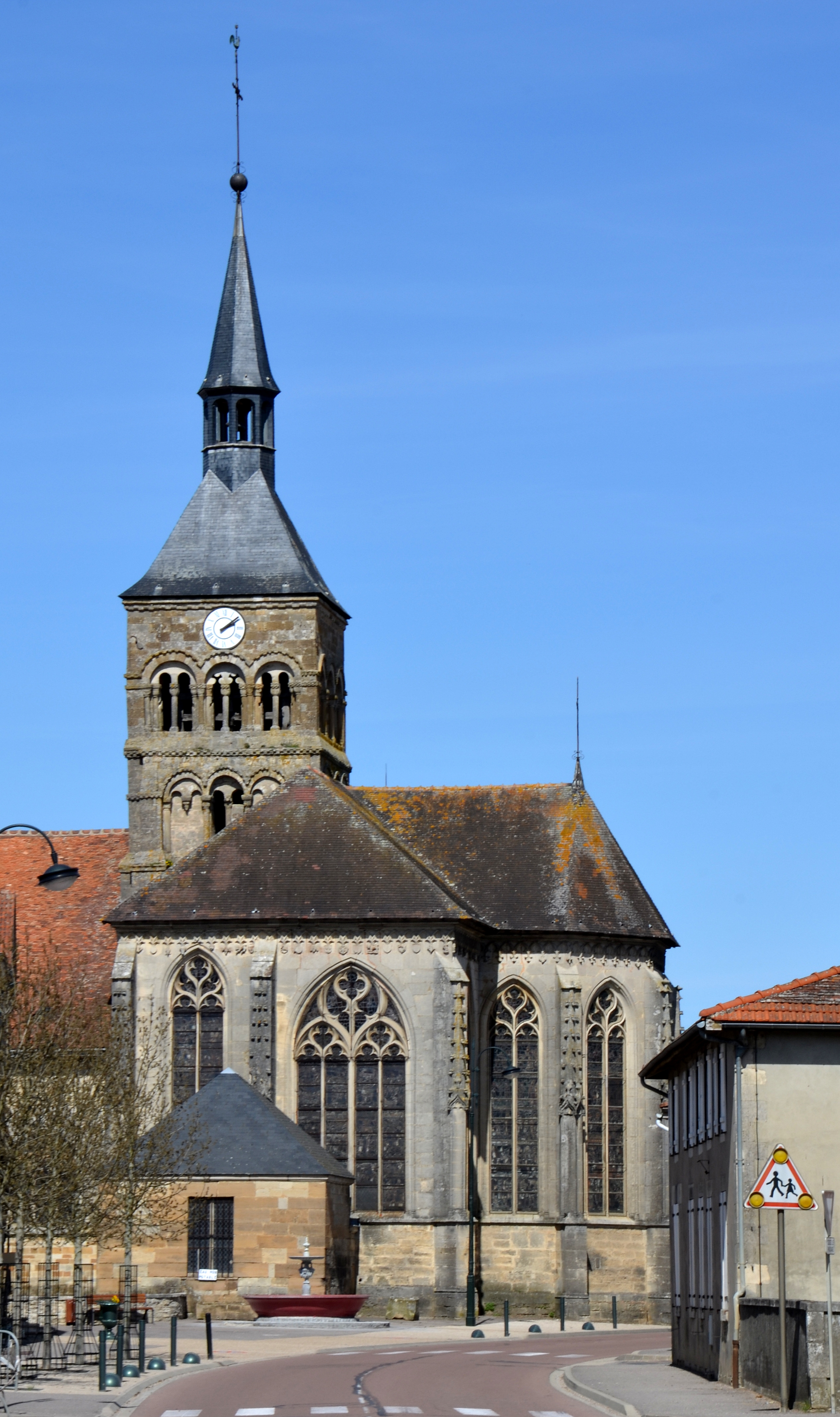
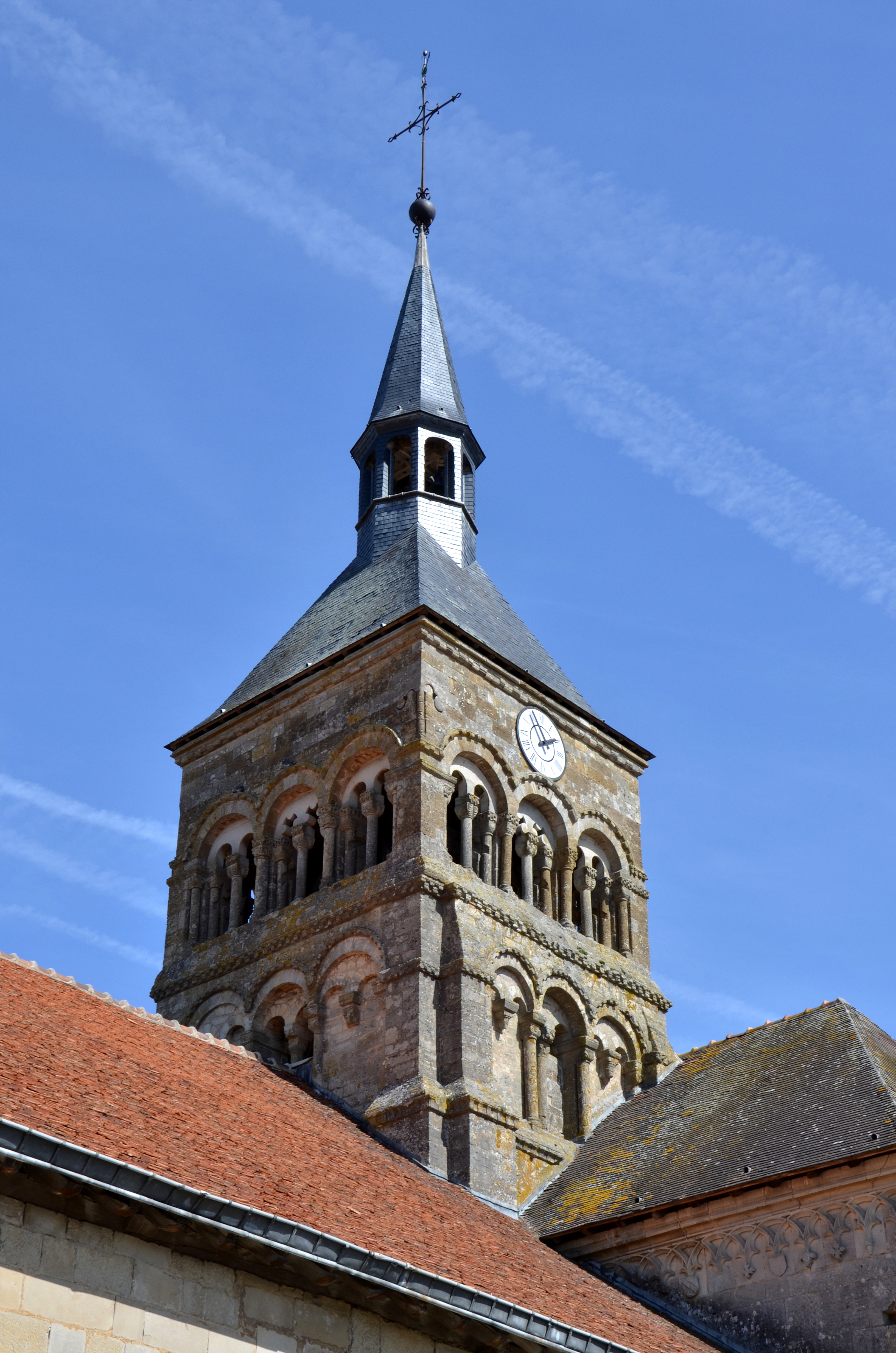
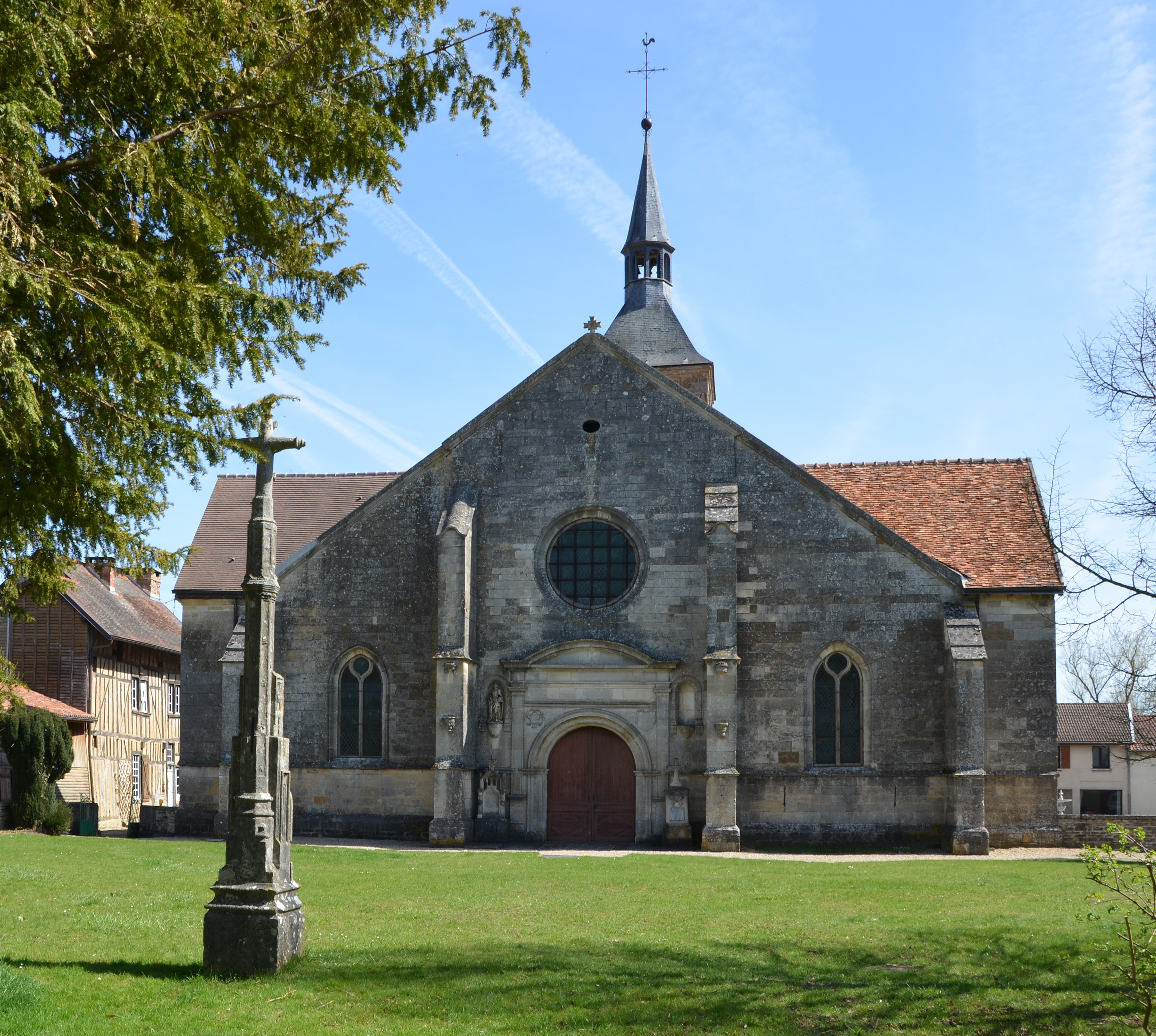
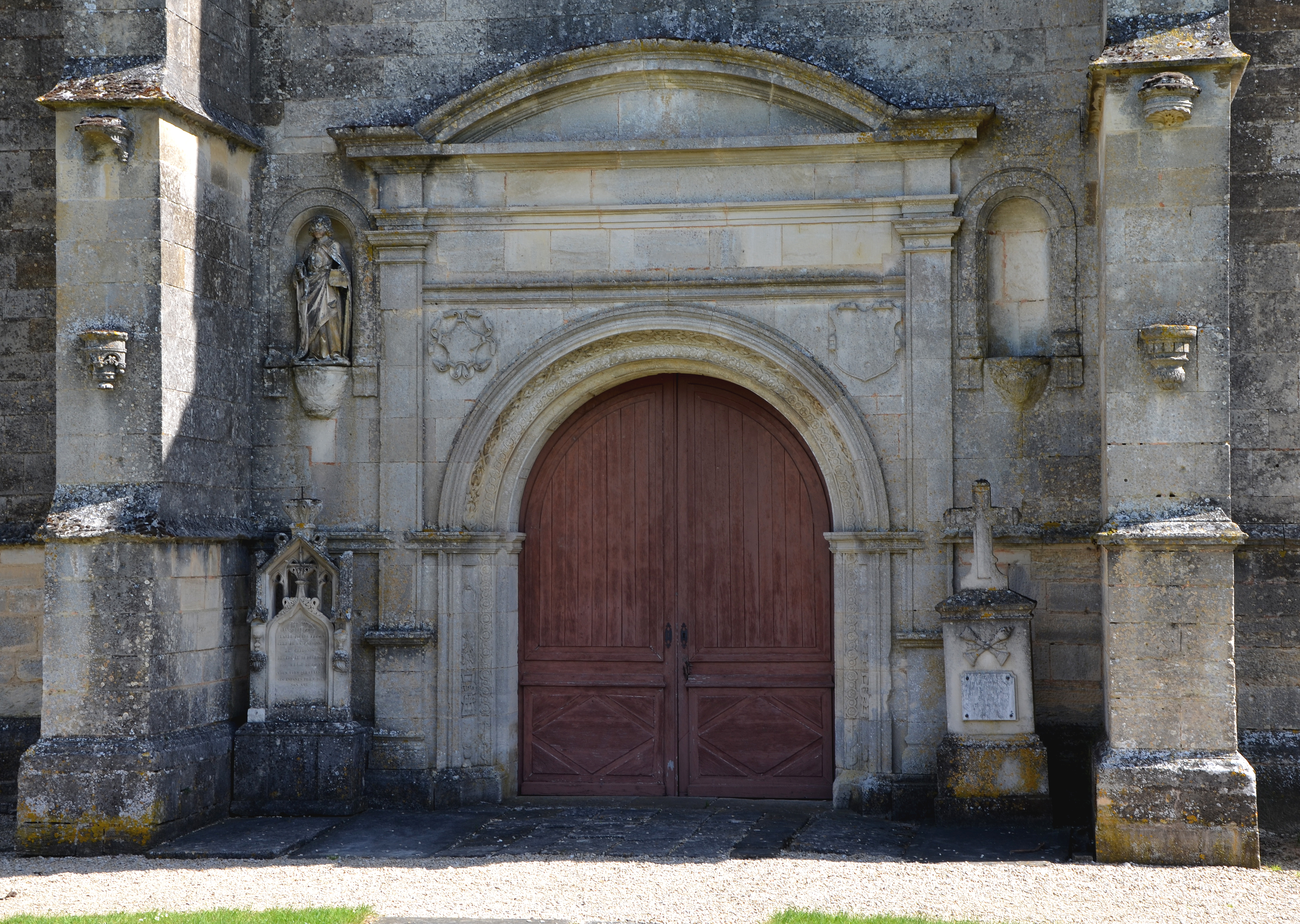
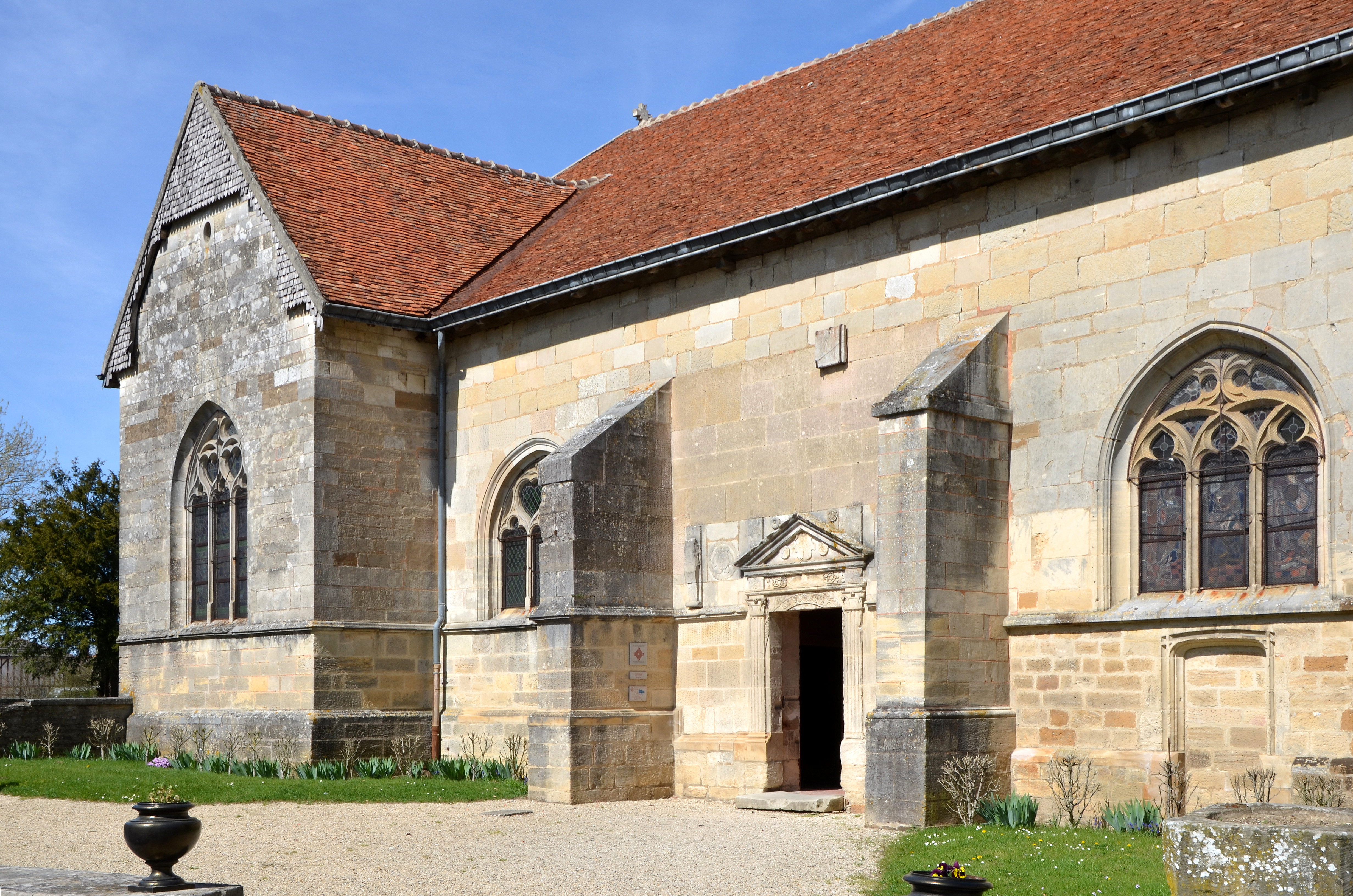
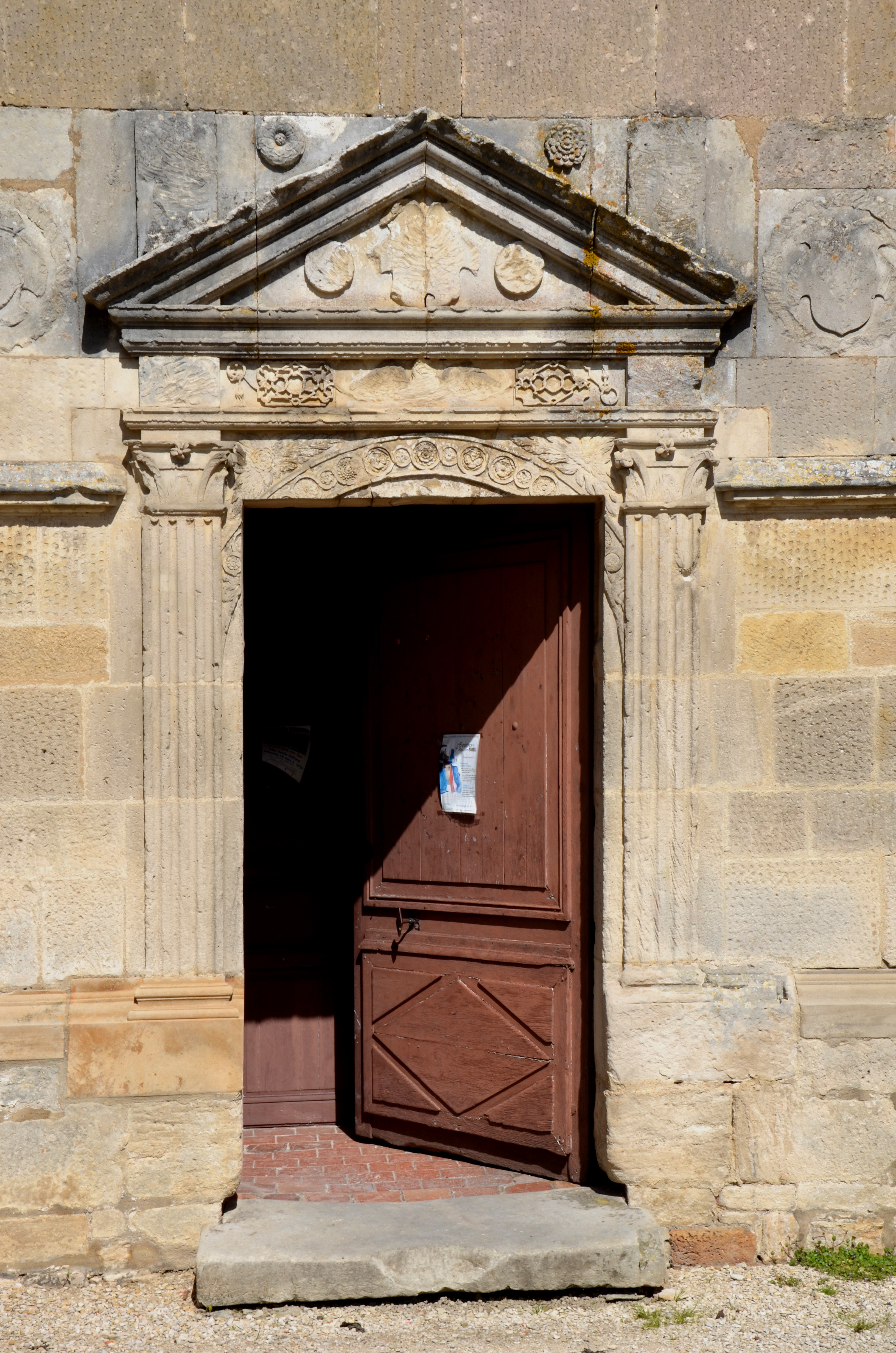
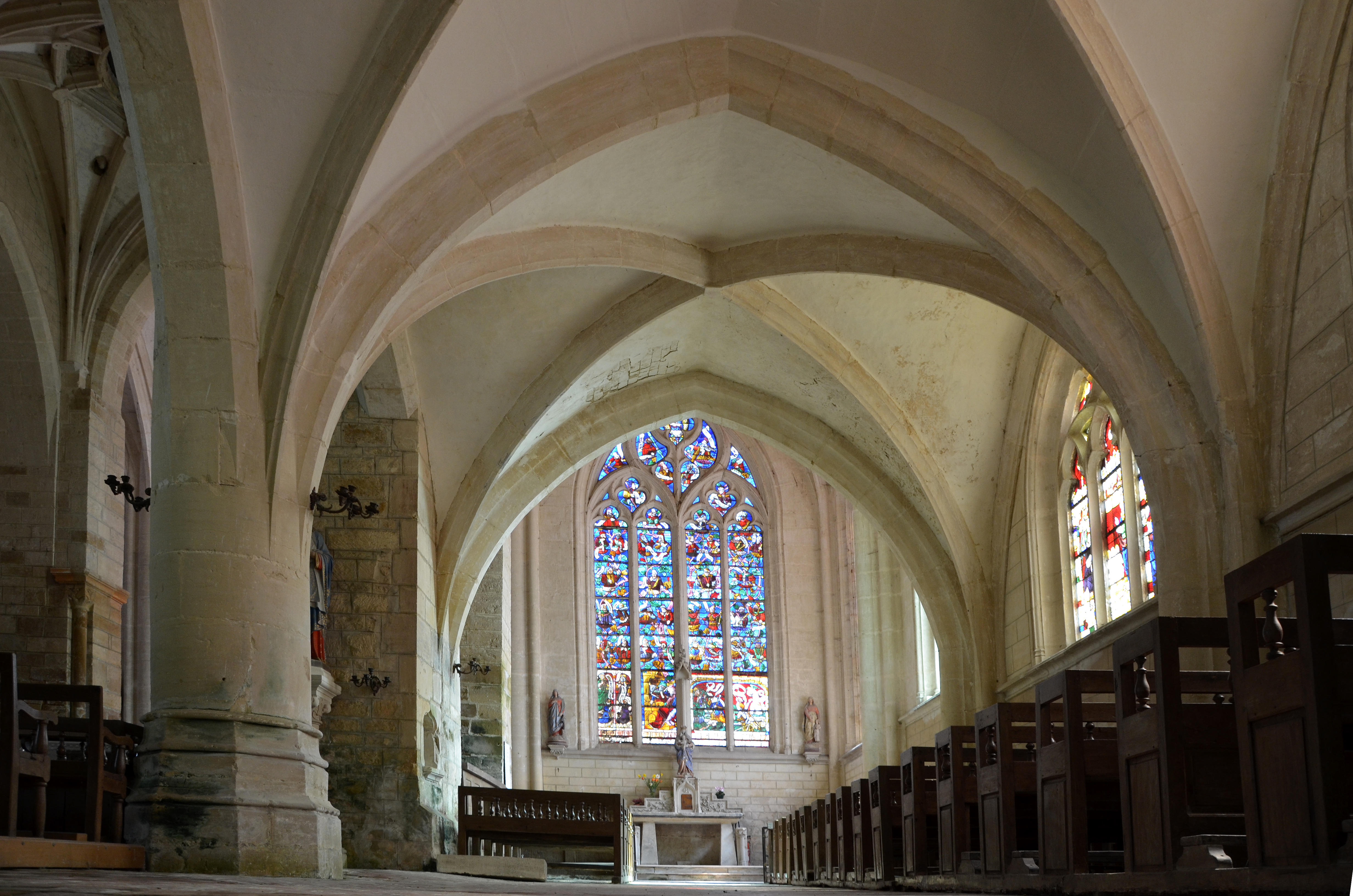
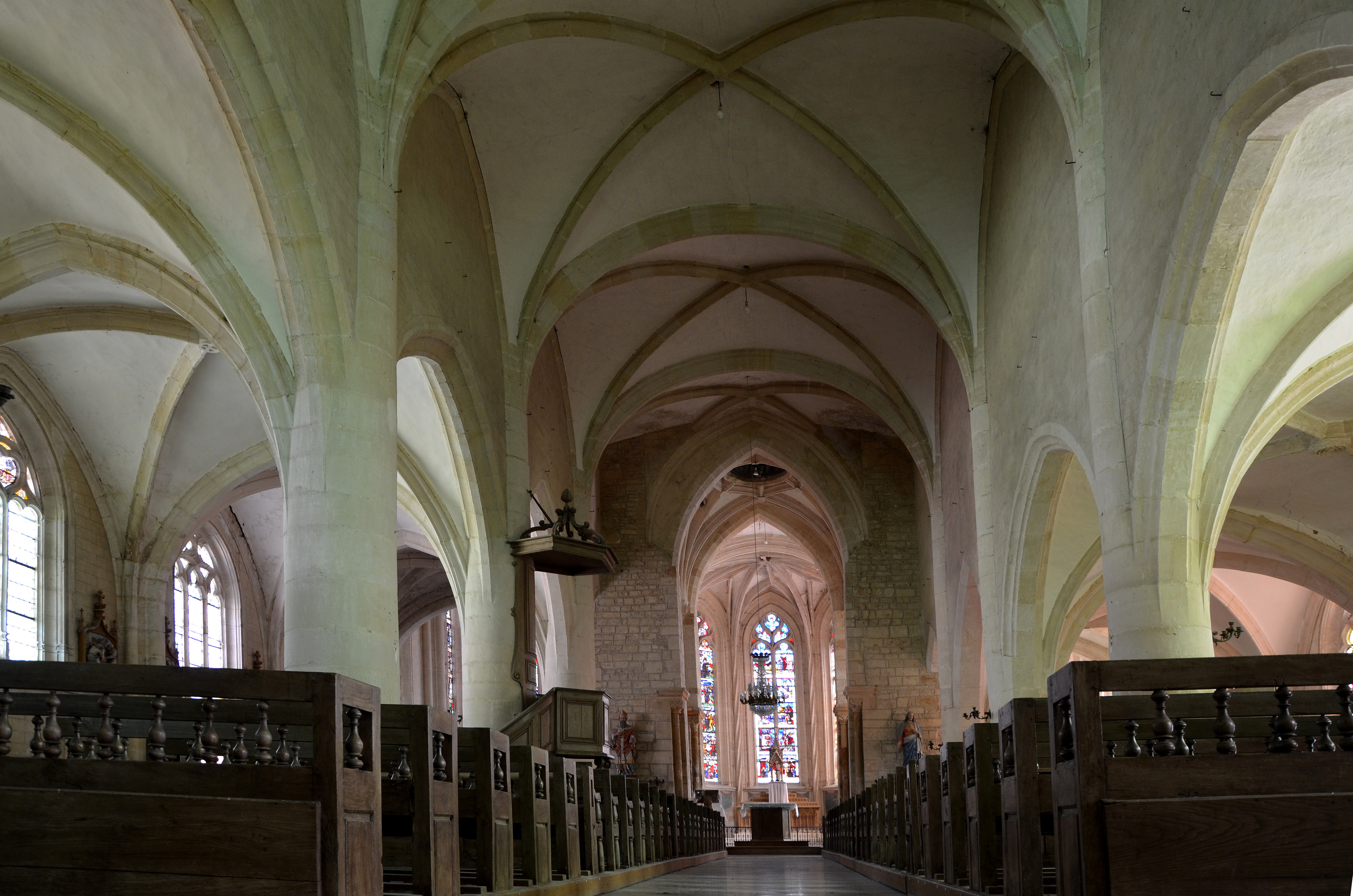
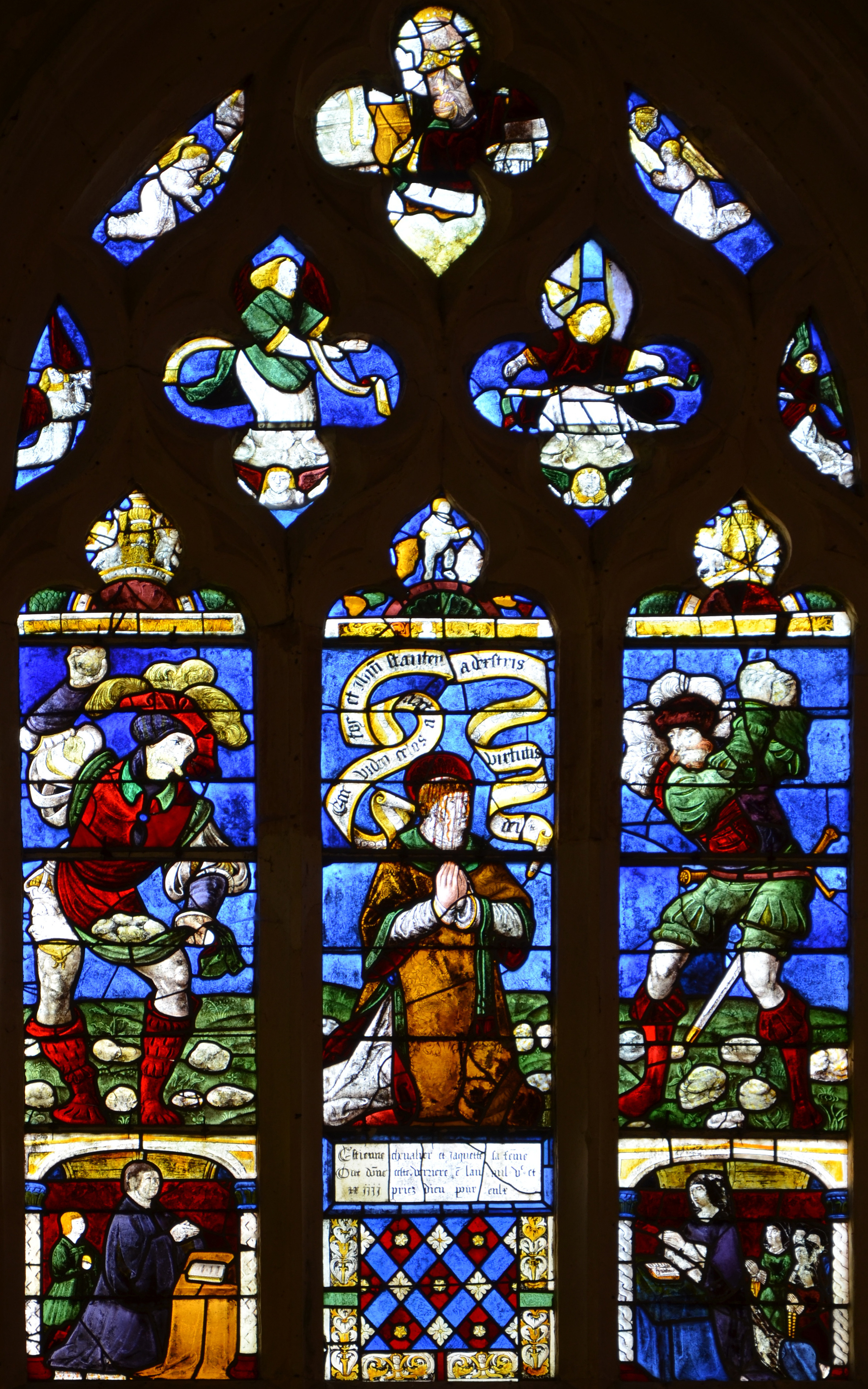
Vitrail de 1522.
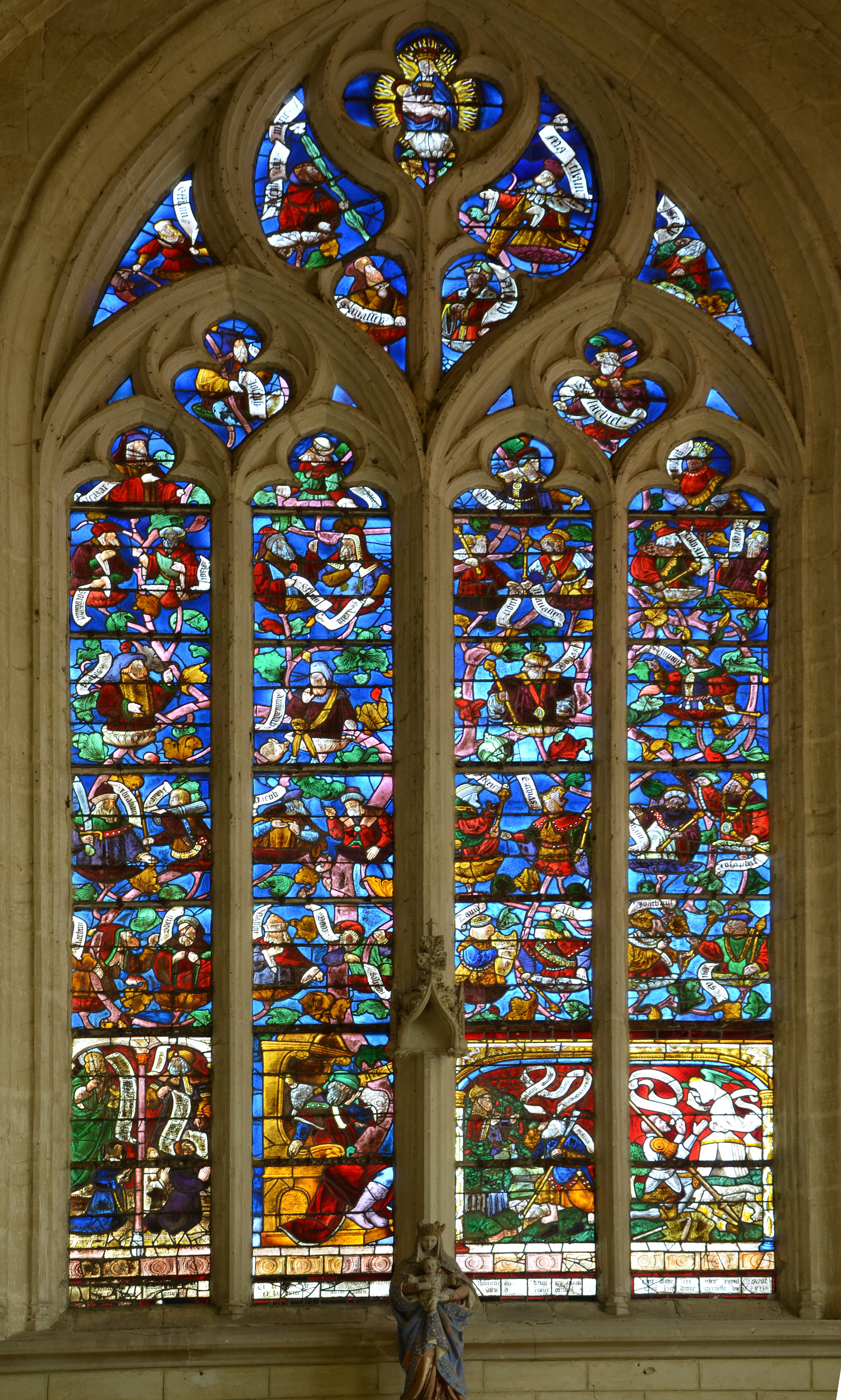
Vitrail du début du XVIe siècle.
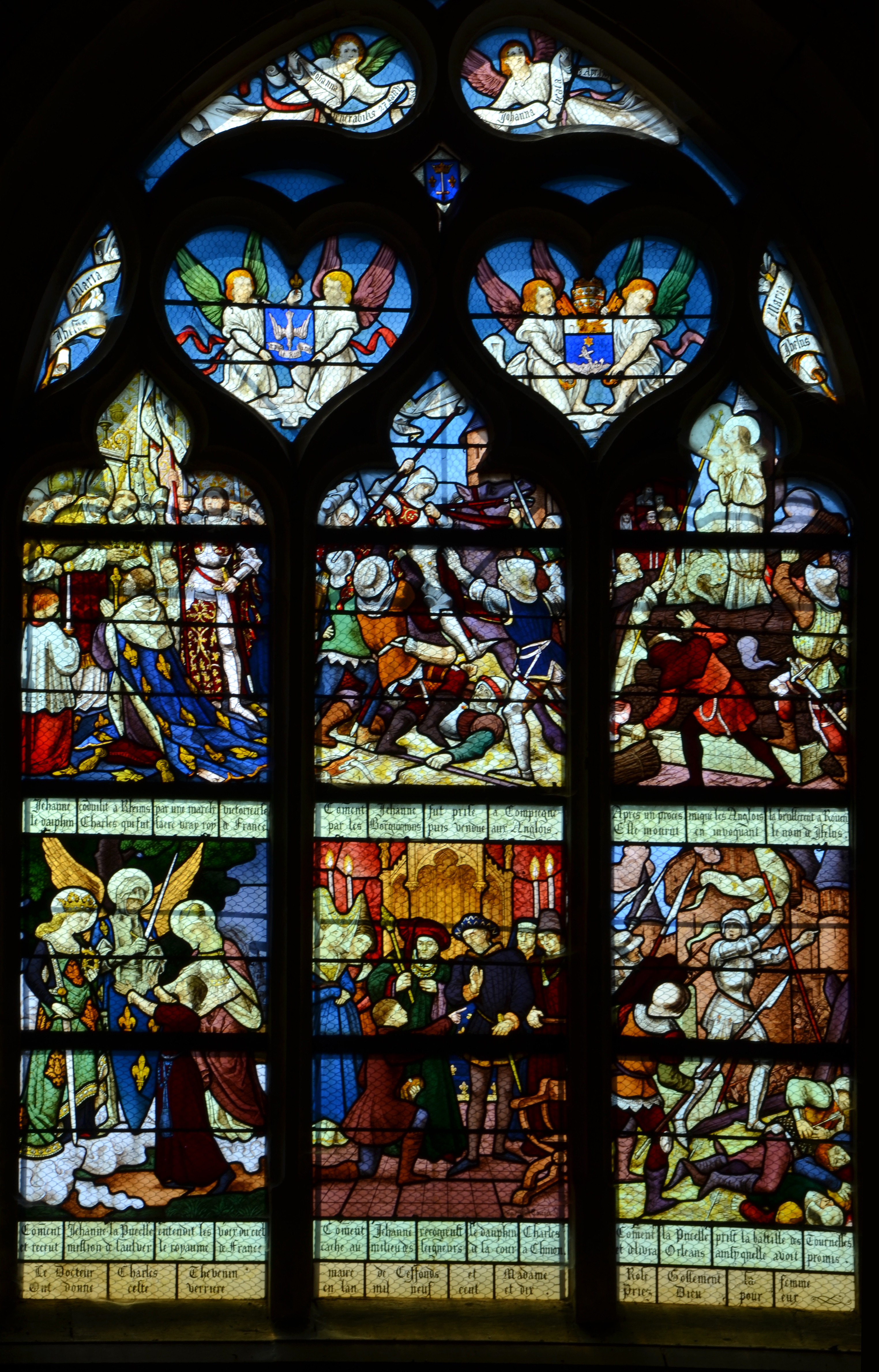
Vitrail moderne.

### Personnalités liées à la commune
- Jacques d'Arc, père de Jeanne d'Arc.
- Alfred Loisy.
- Mgr Nicolas Thevenin.

### Héraldique
| Blason de Ceffonds | Blason  | D'or à la bande de gueules chargée de trois alérions d'argent. |
| Blason de Ceffonds | Détails | Le statut officiel du blason reste à déterminer.               |